# Everton Football Club 2022-2023 (femminile)
Questa voce raccoglie le informazioni riguardanti l'Everton Football Club nelle competizioni ufficiali della stagione 2022-2023.

## Stagione
La stagione dell'Everton femminile è partita con la nomina del danese Brian Sørensen come nuovo allenatore della squadra. Alla terza giornata di campionato è stato disputato il derby tra Liverpool ed Everton ad Anfield; alla partita hanno assistito 27 574 spettatori, battendo il precedente record di presenze nel derby cittadino.
Il campionato di Women's Super League è stato concluso al sesto posto con 30 punti conquistati, frutto di 9 vittorie, 3 pareggi e 10 sconfitte. In FA Women's Cup la squadra è stata subito eliminata al quarto turno, dopo la sconfitta contro il Birmingham City. In FA Women's League Cup la squadra non ha superato la fase a gruppi, avendo concluso in terza posizione in classifica nel gruppo A.

## Maglie e sponsor
Le tenute di gioco solo le stesse adottate dall'Everton maschile.
| Casa | Trasferta | Terza divisa |

## Rosa
Rosa, ruoli e numeri di maglia come da sito ufficiale.
| N. |                        | Ruolo | Calciatrice            |
| -- | ---------------------- | ----- | ---------------------- |
| 2  | Danimarca (bandiera)   | D     | Katrine Veje           |
| 4  | Danimarca (bandiera)   | D     | Rikke Sevecke          |
| 5  | Svezia (bandiera)      | D     | Nathalie Björn         |
| 6  | Inghilterra (bandiera) | D     | Gabrielle George       |
| 7  | Australia (bandiera)   | C     | Clare Wheeler          |
| 8  | Inghilterra (bandiera) | C     | Isobel Christiansen    |
| 9  | Inghilterra (bandiera) | A     | Toni Duggan            |
| 10 | Svezia (bandiera)      | C     | Hanna Bennison         |
| 11 | Inghilterra (bandiera) | A     | Jessica Park           |
| 12 | Inghilterra (bandiera) | P     | Emily Ramsey           |
| 14 | Danimarca (bandiera)   | A     | Nicoline Sørensen      |
| 15 | Inghilterra (bandiera) | A     | Aggie Beever-Jones     |
| 17 | Scozia (bandiera)      | C     | Lucy Graham (capitano) |

| N. |                        | Ruolo | Calciatrice      |
| -- | ---------------------- | ----- | ---------------- |
| 18 | Irlanda (bandiera)     | P     | Courtney Brosnan |
| 19 | Brasile (bandiera)     | A     | Giovana Queiroz  |
| 20 | Inghilterra (bandiera) | D     | Megan Finnigan   |
| 21 | Germania (bandiera)    | D     | Leonie Maier     |
| 22 | Italia (bandiera)      | C     | Aurora Galli     |
| 23 | Danimarca (bandiera)   | C     | Sara Holmgaard   |
| 24 | Scozia (bandiera)      | D     | Kenzie Weir      |
| 25 | Paesi Bassi (bandiera) | A     | Katja Snoeijs    |
| 27 | Norvegia (bandiera)    | D     | Elise Stenevik   |
| 28 | Danimarca (bandiera)   | C     | Karen Holmgaard  |
| 39 | Inghilterra (bandiera) | C     | Abbey Clarke     |
| 44 | Inghilterra (bandiera) | C     | Taylor Howarth   |
| 55 | Inghilterra (bandiera) | D     | Annie Wilding    |

## Calciomercato

### Sessione estiva
| Acquisti | Acquisti                 | Acquisti          | Acquisti      |
| R.       | Nome                     | da                | Modalità      |
| -------- | ------------------------ | ----------------- | ------------- |
| P        | Emily Ramsey             | Manchester United | prestito      |
| P        | Cecilía Rán Rúnarsdóttir | Bayern Monaco     | fine prestito |
| D        | Sara Holmgaard           | Turbine Potsdam   | [ 9 ]         |
| D        | Elise Stenevik           | Eskilstuna United | [ 10 ]        |
| D        | Katrine Veje             | Rosengård         | [ 11 ]        |
| C        | Karen Holmgaard          | Turbine Potsdam   | [ 9 ]         |
| C        | Clare Wheeler            | Fortuna Hjørring  | prestito      |
| A        | Aggie Beever-Jones       | Chelsea           | prestito      |
| A        | Giovana Queiroz          | Arsenal           | prestito      |
| A        | Jessica Park             | Manchester City   | prestito      |
| A        | Katja Snoeijs            | Bordeaux          | [ 16 ]        |

| Cessioni | Cessioni                 | Cessioni          | Cessioni |
| R.       | Nome                     | a                 | Modalità |
| -------- | ------------------------ | ----------------- | -------- |
| P        | Faye Kirby               | Liverpool         | [ 17 ]   |
| P        | Sandy MacIver            | Manchester City   | [ 18 ]   |
| P        | Cecilía Rán Rúnarsdóttir | Bayern Monaco     | [ 19 ]   |
| D        | Sara Holmgaard           | Fortuna Hjørring  | prestito |
| D        | Poppy Pattinson          | Brighton & Hove   | [ 20 ]   |
| D        | Danielle Turner          | Aston Villa       | [ 21 ]   |
| C        | Kenza Dali               | Aston Villa       | [ 22 ]   |
| C        | Grace Clinton            | Manchester United | [ 23 ]   |
| A        | Anna Anvegård            | Häcken            | [ 24 ]   |
| A        | Claire Emslie            | Angel City        | [ 25 ]   |
| A        | Simone Magill            | Aston Villa       | [ 26 ]   |

### Sessione invernale
| Acquisti | Acquisti       | Acquisti         | Acquisti      |
| R.       | Nome           | da               | Modalità      |
| -------- | -------------- | ---------------- | ------------- |
| D        | Sara Holmgaard | Fortuna Hjørring | fine prestito |
| C        | Clare Wheeler  | Fortuna Hjørring | [ 28 ]        |

| Cessioni | Cessioni        | Cessioni      | Cessioni      |
| R.       | Nome            | a             | Modalità      |
| -------- | --------------- | ------------- | ------------- |
| D        | Kenzie Weir     | Bayern Monaco | prestito      |
| A        | Giovana Queiroz | Arsenal       | fine prestito |

## Risultati

### Women's Super League

#### Girone di andata
| Arbitro: | Foster |

|                     |           |  |
| Levell 90+4’ (aut.) | Marcatori |  |

| Arbitro: | Impey |

|           |           |  |
| Evans 45’ | Marcatori |  |

| Arbitro: | Kitchen |

|  |           |                                   |
|  | Marcatori | 9’ Finnigan 33’ Park 87’ Bennison |

| Arbitro: | Impey |

|                     |           |                                      |
| Buchanan 53’ (aut.) | Marcatori | 37’, 59’ (rig.) Harder 90+5’ Charles |

| Arbitro: | Dowle |

|  |           |            |
|  | Marcatori | 57’ Graham |

| Arbitro: | Herczeg |

|  |           |                                |
|  | Marcatori | 13’ Parris 55’ Galton 68’ Ladd |

| Arbitro: | Dowle |

|  |           |                                   |
|  | Marcatori | 8’ Snoeijs 36’ Park 90+5’ Queiroz |

| Arbitro: | Heaslip |

|             |           |                       |
| Sevecke 40’ | Marcatori | 32’ Blakstad 49’ Shaw |

| Arbitro: | Gill |

|             |           |  |
| Miedema 24’ | Marcatori |  |

| Arbitro: | Impey |

|                               |           |                  |
| Terland 12’, 80’ Robinson 43’ | Marcatori | 63’, 83’ Snoeijs |

| Arbitro: | Reeves |

|                                |           |                              |
| Snoeijs 9’ Park 32’ George 61’ | Marcatori | 60’ Vanhaevermaet 68’ Cooper |

#### Girone di ritorno
| Arbitro: | Nield |

|                                               |           |  |
| K. Holmgaard 3’ Finnigan 12’ Beever-Jones 70’ | Marcatori |  |

| Leigh 5 febbraio 2023, ore 12:00 UTC+0 13ª giornata | Manchester United | 0 – 0 referto | Everton | Leigh Sports Village\| Arbitro: \| Heaslip \| |
| Arbitro:                                            | Heaslip           |               |         |                                               |

| Arbitro: | Fearn |

|  |           |                             |
|  | Marcatori | 5’ Dali 67’ (aut.) Finnigan |

| Leicester 12 marzo 2023, ore 15:00 UTC+0 15ª giornata | Leicester City | 0 – 0 referto | Everton | King Power Stadium\| Arbitro: \| Fullicks \| |
| Arbitro:                                              | Fullicks       |               |         |                                              |

| Arbitro: | Impey |

|            |           |             |
| George 27’ | Marcatori | 40’ Stengel |

| Arbitro: | Benn |

|                                |           |              |
| Sørensen 4’ Beever-Jones 90+4’ | Marcatori | 22’ Summanen |

| Arbitro: | Saunders |

|                              |           |                                              |
| Vanhaevermaet 2’ (rig.), 17’ | Marcatori | 41’ Bennison 62’ (rig.) Snoeijs 83’ Sørensen |

| Arbitro: | Foster |

|             |           |                                          |
| Snoeijs 86’ | Marcatori | 29’, 39’ Foord 33’ McCabe 42’ Wubben-Moy |

| Arbitro: | Benn |

|                                                                            |           |  |
| Reiten 12’ Kerr 25’ Harder 33’, 81’ Ingle 44’ Fleming 45+2’ Cuthbert 90+2’ | Marcatori |  |

| Arbitro: | Impey |

|                            |           |                |
| Snoeijs 32’ Bennison 90+1’ | Marcatori | 45+1’ Robinson |

| Arbitro: | Dowle |

|                        |           |                        |
| Shaw 51’, 69’ Hemp 60’ | Marcatori | 79’ Graham 90+4’ Maier |

### Women's FA Cup
| Liverpool 29 gennaio 2023, ore 13:00 UTC+0 Quarto turno | Everton   | 0 – 1 referto | Birmingham City | Walton Hall Park |
| \| \| \| \| \| \| Marcatori \| 61’ Pennock \|           |           |               |                 |                  |
|                                                         |           |               |                 |                  |
|                                                         | Marcatori | 61’ Pennock   |                 |                  |

### FA Women's League Cup
| Liverpool 26 ottobre 2022, ore 18:30 UTC+1 Gruppo A - 2ª giornata | Everton              | 1 – 1 referto                     | Aston Villa | Walton Hall Park |
| \| \| \| \| \| Beever-Jones 62’ \| Marcatori \| 49’ Harding \| \| Graham Stenevik Bennison Galli Björn \| Tiri di rigore 4 – 2 \| Mayling Patten Harding Blindkilde \| |                      |                                   |             |                  |
| |                      |                                   |             |                  |
| Beever-Jones 62’ | Marcatori            | 49’ Harding                       |             |                  |
| Graham Stenevik Bennison Galli Björn | Tiri di rigore 4 – 2 | Mayling Patten Harding Blindkilde |             |                  |

| Scunthorpe 26 novembre 2022, ore 17:00 UTC+0 Gruppo A - 3ª giornata | Sheffield Utd | 0 – 3 referto                     | Everton | Glanford Park |
| \| \| \| \| \| \| Marcatori \| 54’ Snoeijs 79’ Bennison 87’ Park \| |               |                                   |         |               |
|                                                                     |               |                                   |         |               |
|                                                                     | Marcatori     | 54’ Snoeijs 79’ Bennison 87’ Park |         |               |

| Leigh 7 dicembre 2022, ore 19:00 UTC+0 Gruppo A - 4ª giornata                                         | Manchester United | 4 – 2 referto               | Everton | Leigh Sports Village |
| \| \| \| \| \| Bøe Risa 1’, 20’ Williams 12’ Moore 27’ \| Marcatori \| 25’ Park 90+2’ K. Holmgaard \| |                   |                             |         |                      |
| |                   |                             |         |                      |
| Bøe Risa 1’, 20’ Williams 12’ Moore 27’                                                               | Marcatori         | 25’ Park 90+2’ K. Holmgaard |         |                      |

| Crosby 17 dicembre 2022, ore 12:30 UTC+0 Gruppo A - 5ª giornata | Everton   | 0 – 1 referto   | Durham | Rossett Park |
| \| \| \| \| \| \| Marcatori \| 15’ Crosthwaite \|               |           |                 |        |              |
|                                                                 |           |                 |        |              |
|                                                                 | Marcatori | 15’ Crosthwaite |        |              |

## Statistiche

### Statistiche di squadra
| Competizione          | Punti | In casa | In casa | In casa | In casa | In casa | In casa | In trasferta | In trasferta | In trasferta | In trasferta | In trasferta | In trasferta | Totale | Totale | Totale | Totale | Totale | Totale | DR |
| Competizione          | Punti | G       | V       | N       | P       | Gf      | Gs      | G            | V            | N            | P            | Gf           | Gs           | G      | V      | N      | P      | Gf     | Gs     | DR |
| --------------------- | ----- | ------- | ------- | ------- | ------- | ------- | ------- | ------------ | ------------ | ------------ | ------------ | ------------ | ------------ | ------ | ------ | ------ | ------ | ------ | ------ | -- |
| Women's Super League  | 30    | 11      | 5       | 1       | 5       | 15      | 19      | 11           | 4            | 2            | 5            | 14           | 17           | 22     | 9      | 3      | 10     | 29     | 36     | -7 |
| FA Women's Cup        | -     | 1       | 0       | 0       | 1       | 0       | 1       | 0            | 0            | 0            | 0            | 0            | 0            | 1      | 0      | 0      | 1      | 0      | 1      | -1 |
| FA Women's League Cup | -     | 2       | 0       | 1       | 1       | 1       | 2       | 2            | 1            | 0            | 1            | 5            | 4            | 4      | 1      | 1      | 2      | 6      | 6      | 0  |
| Totale                | -     | 14      | 5       | 2       | 7       | 16      | 22      | 13           | 5            | 2            | 6            | 19           | 21           | 27     | 10     | 4      | 13     | 35     | 43     | -8 |

### Andamento in campionato
| Giornata  | 1 | 2  | 3 | 4 | 5 | 6 | 7 | 8 | 9 | 10 | 11 | 12 | 13 | 14 | 15 | 16 | 17 | 18 | 19 | 20 | 21 | 22 |
| --------- | - | -- | - | - | - | - | - | - | - | -- | -- | -- | -- | -- | -- | -- | -- | -- | -- | -- | -- | -- |
| Luogo     | C | T  | T | C | T | C | T | C | T | T  | C  | C  | T  | C  | T  | C  | C  | T  | C  | T  | C  | T  |
| Risultato | V | P  | V | P | V | P | V | P | P | P  | V  | V  | N  | P  | N  | N  | V  | V  | P  | P  | V  | P  |
| Posizione | 5 | 10 | 4 | 5 | 4 | 6 | 6 | 8 | 8 | 6  | 6  | 5  | 5  | 6  | 6  | 6  | 6  | 6  | 6  | 6  | 6  | 6  |

Legenda:

Luogo: C = Casa; T = Trasferta. Risultato: V = Vittoria; N = Pareggio; P = Sconfitta.

### Statistiche delle giocatrici
| Giocatore       | FA Women's Super League | FA Women's Super League | FA Women's Super League | FA Women's Super League | FA Women's Cup | FA Women's Cup | FA Women's Cup | FA Women's Cup | FA Women's League Cup | FA Women's League Cup | FA Women's League Cup | FA Women's League Cup | Totale   | Totale | Totale      | Totale     |
| Giocatore       | Presenze                | Reti                    | Ammonizioni             | Espulsioni              | Presenze       | Reti           | Ammonizioni    | Espulsioni     | Presenze              | Reti                  | Ammonizioni           | Espulsioni            | Presenze | Reti   | Ammonizioni | Espulsioni |
| --------------- | ----------------------- | ----------------------- | ----------------------- | ----------------------- | -------------- | -------------- | -------------- | -------------- | --------------------- | --------------------- | --------------------- | --------------------- | -------- | ------ | ----------- | ---------- |
| A. Beever-Jones | 16                      | 2                       | 3                       | 1                       | 1              | 0              | 0              | 0              | 4                     | 1                     | 0                     | 0                     | 21       | 3      | 3           | 1          |
| H. Bennison     | 21                      | 3                       | 0                       | 0                       | 1              | 0              | 0              | 0              | 3                     | 1                     | 2                     | 0                     | 25       | 4      | 2           | 0          |
| N. Björn        | 20                      | 0                       | 4                       | 0                       | 0              | 0              | 0              | 0              | 3                     | 0                     | 0                     | 0                     | 23       | 0      | 4           | 0          |
| C. Brosnan      | 14                      | -19                     | 0                       | 0                       | 1              | -1             | 0              | 0              | 3                     | -5                    | 0                     | 0                     | 18       | -25    | 0           | 0          |
| I. Christiansen | 20                      | 0                       | 0                       | 0                       | 1              | 0              | 0              | 0              | 3                     | 0                     | 0                     | 0                     | 24       | 0      | 0           | 0          |
| A. Clarke       | 1                       | 0                       | 1                       | 0                       | -              | -              | -              | -              | 1                     | 0                     | 0                     | 0                     | 2        | 0      | 1           | 0          |
| T. Duggan       | -                       | -                       | -                       | -                       | -              | -              | -              | -              | -                     | -                     | -                     | -                     | -        | -      | -           | -          |
| M. Finnigan     | 16                      | 2                       | 0                       | 0                       | 1              | 0              | 0              | 0              | 2                     | 0                     | 0                     | 0                     | 19       | 2      | 0           | 0          |
| A. Galli        | 20                      | 0                       | 0                       | 0                       | 1              | 0              | 0              | 0              | 4                     | 0                     | 0                     | 0                     | 25       | 0      | 0           | 0          |
| G. George       | 16                      | 2                       | 3                       | 0                       | 1              | 0              | 0              | 0              | 3                     | 0                     | 0                     | 0                     | 20       | 2      | 3           | 0          |
| L. Graham       | 20                      | 2                       | 2                       | 0                       | 1              | 0              | 0              | 0              | 4                     | 0                     | 0                     | 0                     | 25       | 2      | 2           | 0          |
| K. Holmgaard    | 19                      | 1                       | 1                       | 0                       | 1              | 0              | 0              | 0              | 4                     | 1                     | 0                     | 0                     | 24       | 2      | 1           | 0          |
| S. Holmgaard    | 6                       | 0                       | 0                       | 0                       | 1              | 0              | 0              | 0              | -                     | -                     | -                     | -                     | 7        | 0      | 0           | 0          |
| K. Howarth      | -                       | -                       | -                       | -                       | -              | -              | -              | -              | 1                     | 0                     | 0                     | 0                     | 1        | 0      | 0           | 0          |
| L. Maier        | 9                       | 1                       | 0                       | 0                       | 0              | 0              | 0              | 0              | 4                     | 0                     | 0                     | 0                     | 13       | 1      | 0           | 0          |
| G. Queiroz      | 7                       | 1                       | 0                       | 0                       | -              | -              | -              | -              | 4                     | 0                     | 0                     | 0                     | 11       | 1      | 0           | 0          |
| J. Park         | 17                      | 3                       | 0                       | 0                       | 1              | 0              | 1              | 0              | 4                     | 2                     | 0                     | 0                     | 22       | 5      | 1           | 0          |
| E. Ramsey       | 8                       | -10                     | 0                       | 0                       | 0              | 0              | 0              | 0              | 1                     | -1                    | 0                     | 0                     | 9        | -11    | 0           | 0          |
| R. Sevecke      | 21                      | 1                       | 1                       | 0                       | -              | -              | -              | -              | 1                     | 0                     | 0                     | 0                     | 22       | 1      | 1           | 0          |
| K. Snoeijs      | 21                      | 7                       | 0                       | 0                       | 1              | 0              | 0              | 0              | 2                     | 1                     | 1                     | 0                     | 24       | 8      | 1           | 0          |
| N. Sørensen     | 15                      | 2                       | 0                       | 0                       | 1              | 0              | 0              | 0              | 1                     | 0                     | 0                     | 0                     | 17       | 2      | 0           | 0          |
| E. Stenevik     | 20                      | 0                       | 0                       | 0                       | 1              | 0              | 0              | 0              | 2                     | 0                     | 0                     | 0                     | 23       | 0      | 0           | 0          |
| K. Veje         | 14                      | 0                       | 0                       | 0                       | -              | -              | -              | -              | -                     | -                     | -                     | -                     | 14       | 0      | 0           | 0          |
| K. Weir         | 1                       | 0                       | 0                       | 0                       | -              | -              | -              | -              | 3                     | 0                     | 0                     | 0                     | 4        | 0      | 0           | 0          |
| C. Wheeler      | 4                       | 0                       | 0                       | 0                       | -              | -              | -              | -              | 3                     | 0                     | 0                     | 0                     | 7        | 0      | 0           | 0          |
| A. Wilding      | 0                       | 0                       | 0                       | 0                       | -              | -              | -              | -              | 1                     | 0                     | 0                     | 0                     | 1        | 0      | 0           | 0          |